# Pete Waterman Entertainment
A Pete Waterman Entertainment (korábbi nevén PWL Records, azaz Pete Waterman Ltd., röviden PWL) egy lemezkiadó Angliában, amely mögött Pete Waterman popmogul áll. A kiadónak a Stock–Aitken–Waterman-trió írta a dalait. A PWL fedezte fel többek között az ausztrál Kylie Minogue-t és Jason Donovant is, valamint az angol Rick Astley is itt kezdte pályafutását.

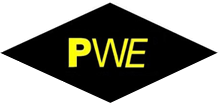
A Pete Waterman Entertainment logója

Az 1990-es évek elején Pete Waterman új céget hozott létre PWL International néven, és később a Warner Music kiadóval is társult, illetve 2006-tól az EBUL, a Jive és a Zomba Music kiadók is hozzá tartoznak.
A kiadó az 1980-as években élte fénykorát, és meghatározója volt az akkori diszkókorszaknak, ami kihatott a későbbi dance, eurodance stílusokra is.

## Előadók, akik a PWE-nél (is) dolgoztak
- Kylie Minogue (1992-ig)
- Dead or Alive
- The Reynolds Girls
- Rick Astley (1990-ig)
- Steps
- Boy Krazy
- Sinitta
- Mandy Smith (csak 1989-ben)
- Jason Donovan (1993-ig)
- Sonia (1991-ig)
- Hazell Dean
- Mel & Kim
- Bananarama
- Sybil
- Big Fun (1991-es megszűnésükig)
- 2 Unlimited
- London Boys
- Sabrina Salerno
- Lonnie Gordon